# 2010年スリランカ大統領選挙
2010年スリランカ大統領選挙（2010ねんスリランカだいとうりょうせんきょ、英語: 2010 Sri Lankan presidential election）は、2010年1月26日に実施されたスリランカの国家元首である大統領を決めるための選挙。2009年当時現職であったマヒンダ・ラージャパクサの任期は2011年まであったが、同年11月23日に公示された。

## 背景
2005年に実施された前回の大統領選挙では、当時チャンドリカ・クマーラトゥンガ政権で現職の首相だったマヒンダ・ラージャパクサが前首相のラニル・ウィクラマシンハ（統一国民党）を破り初当選を果たした。ただし、選挙結果は非常に僅差で、得票率は50.29%、ウィクラマシンハとの得票差は19万票だった。また北東部の分離独立を唱えていたタミル・イーラム解放のトラ（LTTE）は北部州、東部州で大統領選のボイコットを呼びかけたため、大統領選の投票率は過去最低となった。なお、ウィクラマシンハ側はこのボイコットが敗戦の原因だったと主張している。
当時のスリランカ憲法は、大統領が初当選から4年後以降に大統領選を実施できると規定している。2009年11月23日、ラージャパクサ大統領はこの規定に基づいて大統領選挙の実施を選挙管理委員会に申し出た。

### 選挙準備
同年11月27日、選挙管理委員長のダヤナンダ・ディッサナーヤカは翌年1月26日に大統領選挙を実施する予定であると発表した。また、大統領選の立候補受付は2009年12月17日に締め切られた。当時の有権者数は1408万8500人であり、前回選挙の1332万7160人から増加した。また1万1千カ所以上の投票所が設置された。

## 主な候補者
主な候補者は現職大統領だったマヒンダ・ラージャパクサと、前陸軍参謀長でスリランカ内戦終結に貢献したサラット・フォンセカの2名。
| 統一人民自由同盟         | 新民主戦線           |
| マヒンダ・ラージャパクサ | サラット・フォンセカ |
|                          |                      |
| 前大統領                 | 前陸軍参謀長         |
| 南部州                   | 南部州               |